# Tivoliparken, Kristianstad
För andra betydelser, se Tivoliparken.

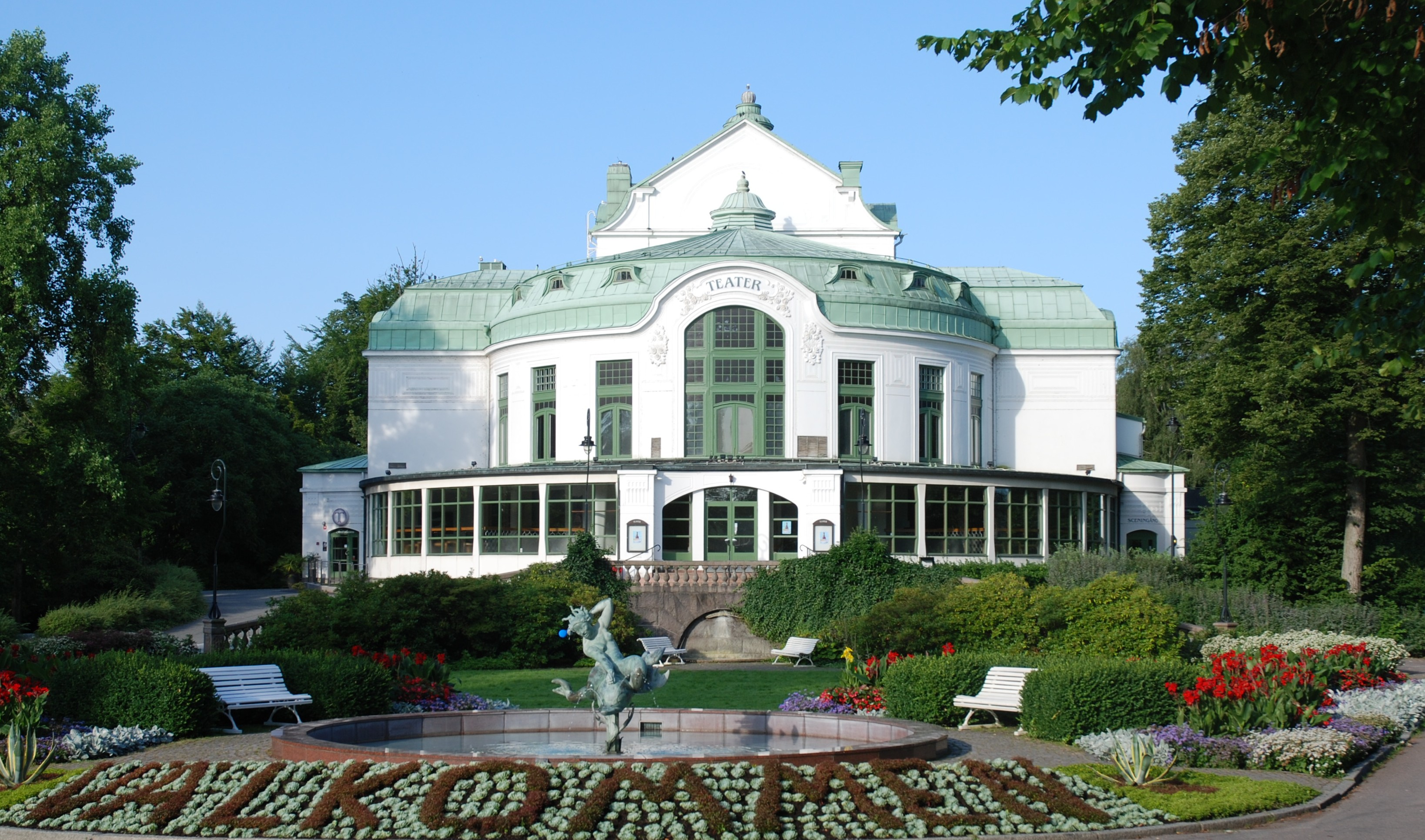
Stadsteatern i Tivoliparken.

Tivoliparken är en stadspark i centrala Kristianstad som i väster avgränsas av Helge å. Här finns fågeldammar, planteringar och lekplatser. Stadens teater, ritad av Axel Anderberg, är belägen i mitten av parken. Platsen var från början känd som Commendantsängen.
Översten och kommendanten L.A. Georg Cedergrén (1768 - 1835) var den som började trädplanteringen på Kommendantsängen som sedermera blev Tivoliparken. Som parkens grundare räknas dock översten J.H. Romann som var kommendant i Kristianstad 1839-54. En minnessten tillägnad honom finns bakom teatern. Översten Axel Ankarcrona förskönade sedermera parken. En minnessten tillägnad honom finns vid huvudentrén till parken. I övrigt finns det ett antal minnesstenar och vårdträd på olika platser i parken.
I norra änden av parken invigdes sommaren 2011 en pergolaträdgård formgiven av konstnären Svenolof Sundberg.

## Fornstugan
Fornstugan är en av landets äldsta museibyggnader och sedan 1982 skyddad som byggnadsminne. Den är ritad av byggmästare Svante Svenson, som även ritat Frimurarehuset i Kristianstad. Sommartid finns servering i Fornstugan.

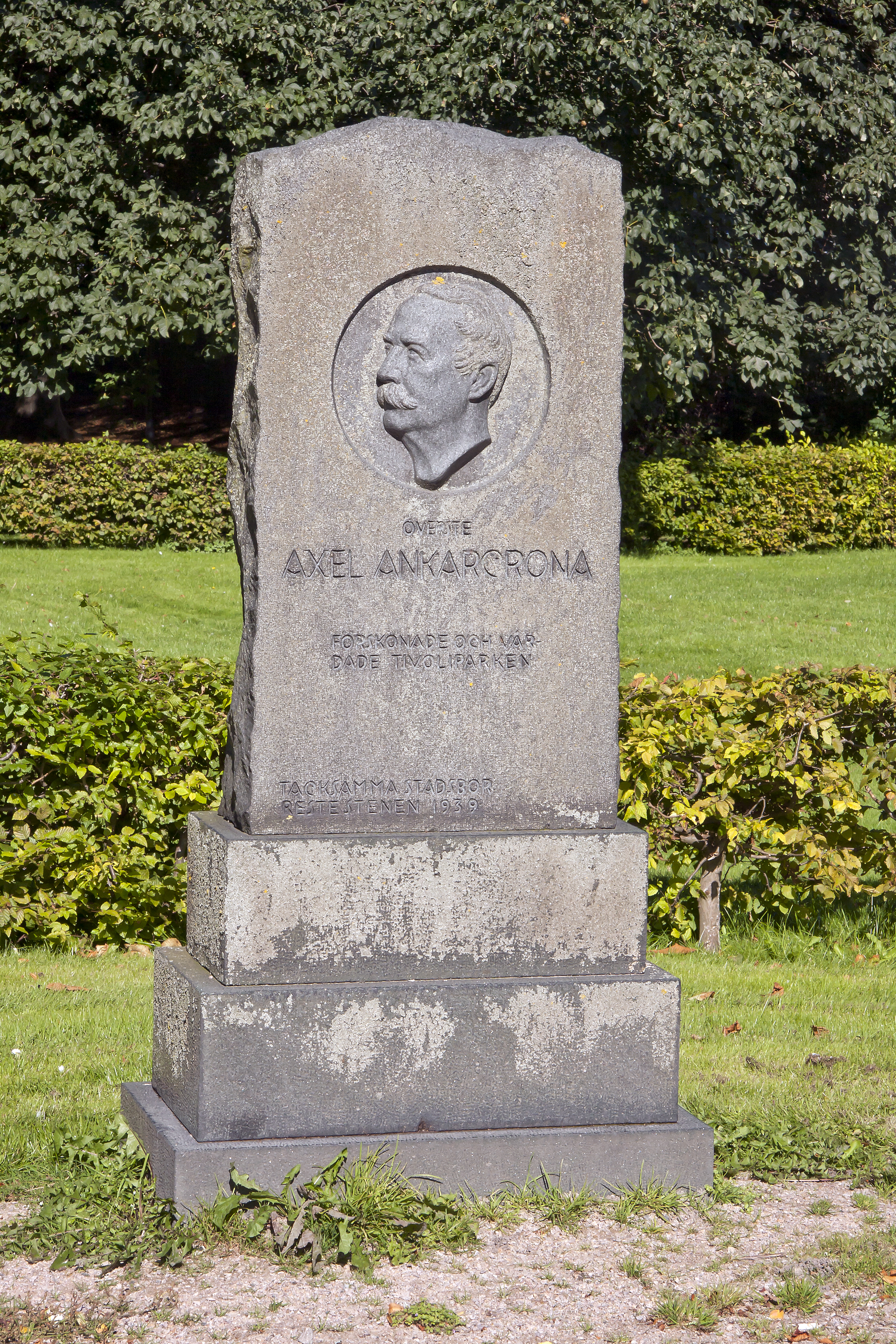
Minnessten för överste Axel Ankarcrona.